# Barragem de Sabugal
A Barragem do Sabugal, ou Barragem de Nossa Senhora da Graça, construída sobre o leito do rio Côa, está localizada na União das Freguesias do Sabugal e Aldeia de Santo António, no Município do Sabugal, Distrito da Guarda.

## Dados Gerais da Barragem
Promotor - IHERA
Dono de Obra (RSB) - DGADR
Projectista - COBA
Construtor - Engil, Adriano, Edifer, Cerejo
Ano de Projecto - 1994
Ano de Conclusão - 2000

## Características Hidrológicas
Área da Bacia Hidrográfica - 130 km2
Precipitação média anual - 1248 mm
Caudal de cheia - 569 m3/s
Período de retorno - 1000 anos

## Características da Albufeira
Área inundada ao NPA - 7320 x 1000m2
Capacidade total - 114300 x 1000m3
Capacidade útil - 10400 x 1000m3
Nível de pleno armazenamento (NPA) - 790 m
Nível de máxima cheia (NMC) - 791,81 m
Nível mínimo de exploração (Nme) - 774 m

## Características da Barragem
Aterro - Terra zonada
Altura acima da fundação - 58,5 m
Cota do coroamento - 794 m
Altura acima do terreno natural - 56,5 m
Comprimento do coroamento - 1005 m
Número de banquetas a jusante - 2
Volume de aterro - 1894 x 1000 m3

## Descarregador de Cheias
Localização - Margem direita
Tipo de controlo - Sem controlo
Tipo de descarregador - Canal de encosta
Cota da crista da soleira - 790 m
Desenvolvimento da soleira - 35 m
Caudal máximo descarregado - 182 m3/s
Dissipação de energia - Ressalto

## Descarga de Fundo
Tipo - Em conduta sob o aterro
Secção da conduta - d 1500 mm
Caudal máximo - 28,3 m3/s
Controlo a montante - Comporta vagão
Controlo a jusante - Comporta sector
Dissipação de energia - Ressalto